# Tegenpaus Felix II
Felix II (gestorven 365) wordt tegenwoordig meestal gezien als de derde tegenpaus (van 355 tot 365), hoewel hij officieel paus in Rome is geweest. Soms wordt hij in de opeenvolging van pausen overgeslagen en wordt Paus Felix III Felix II genoemd. In verwarrende pogingen om verwarring te voorkomen wordt Felix III ook wel Felix II (III) of juist Felix III (II) genoemd.
Felix II werd in 356 door het aartsdiakonaat van Rome tot paus verheven. Aanleiding hiervoor was het verbannen van Paus Liberius door keizer Constantius II. Liberius weigerde Constantius te steunen in het vervloeken van bisschop Athanasius van Alexandrië. Zowel de clerus als het volk waren tegen de keuze voor Felix. Hij werd gekroond door prelaten van het hof van de keizer. De clerus steunde hem al snel, maar het volk bleef altijd tegen hem.
In 357 stemde Constantius er op aandringen van enkele vooraanstaande Romeinse vrouwen in toe Liberius weer vrij te laten. Het was zijn bedoeling Liberius en Felix het pontificaat gezamenlijk te laten uitvoeren. Liberius werd bij zijn terugkeer in Rome echter zodanig enthousiast ontvangen dat Felix zich gedwongen zag de stad te ontvluchten.
Over de rest van zijn leven is niet veel bekend en de verhalen erover spreken elkaar tegen. Waarschijnlijk bracht hij de rest van zijn levensdagen door in Porto en stierf daar in 365. In de apocriefe boeken Acta Felicis en Acta Liberii en in het Liber Pontificalis wordt Felix als een heilige martelaar beschreven. Dit berust waarschijnlijk op verwarring met een naamgenoot.
In de tijd van Paus Gregorius XIII (1572-1585) werd de rechtmatigheid van Felix' vermelding in de lijst van "officiële" pausen betwijfeld. Zijn lijk werd opgegraven om sporen van wonderen te vinden en het schijnt dat men de woorden paus en martelaar op zijn lichaam vond. Dit is echter in tegenspraak met oudere kerkelijke bronnen en daarom wordt hij meestal toch niet als paus beschouwd.
Cursief: tegenpaus